# 原谷直樹
原谷 直樹（はらや なおき、1978年9月11日 - ）は、日本の社会経済学者。群馬県立女子大学国際コミュニケーション学部准教授。

## 略歴
1978年9月群馬県生まれ。1997年3月群馬県立高崎高等学校卒業、1997年4月慶應義塾大学経済学部入学、2001年3月慶應義塾大学経済学部卒業、2001年4月東京大学大学院総合文化研究科国際社会科学専攻相関社会科学分野修士課程入学、2003年3月東京大学大学院総合文化研究科国際社会科学専攻相関社会科学分野修士課程修了、2003年4月東京大学大学院総合文化研究科国際社会科学専攻相関社会科学分野博士課程進学、2004年9月オランダ国立エラスムス・ロッテルダム大学大学院哲学・経済学研究所MPhilコース入学、2005年6月オランダ国立エラスムス・ロッテルダム大学大学院哲学・経済学研究所MPhilコース修了、2011年3月東京大学大学院総合文化研究科国際社会科学専攻相関社会科学分野博士課程満期退学。
2010年4月から2012年3月まで東京交通短期大学運輸科助教、2012年4月から2013年3月まで東京交通短期大学運輸科准教授、2013年4月から2017年3月群馬県立女子大学国際コミュニケーション学部専任講師、2017年4月から群馬県立女子大学国際コミュニケーション学部准教授。
池田幸弘と松原隆一郎の門下生。

## 著書

### 共著
- 『リバタリアニズム読本』（勁草書房、2005年）
- 『福祉の経済思想家たち』（ナカニシヤ出版、2007年）
- 『ビジネス倫理の論じ方』（ナカニシヤ出版、2009年）
- 『現代社会論のキーワード』（ナカニシヤ出版、2009年）
- 『福祉の経済思想家たち』（ナカニシヤ出版、2010年）
- 『ハイエクを読む』（ナカニシヤ出版、2014年）